# Хрониките на Спайдъруик (поредица)
 Тази статия е за книгите.  За филма вижте Хрониките на Спайдъруик (филм).  
„Хрониките на Спайдъруик“ (на английски: Spiderwick Chronicles) е поредица книги за деца от Холи Блек и Тони ди Терлизи. Първата от петте книги в поредицата е публикувана през 2003 г.
По книгите е направена филмова адаптация, озаглавена „Хрониките на Спайдъруик“. Премиерата на филма е на 14 февруари 2008 г. В началото на февруари излиза и видеоигра.

## Сюжет
Три деца – Джерард, Саймън и Мелъри Грейс заедно с майка им Хелън Грейс се местят в старата къща на пра леля им Лусинда. Там те намират стара книга, обясняваща странните събития в къщата, в която се преместиха от скоро.
Книгата разкрива и страшната тайна на изчезналия преди около сто години Артър Спайдъруик...
Трите деца попадат в неподозиран свят на тайнствени и опасни създания, за чието съществуване не за подозирали.

## Герои
- Джерард
- Мелъри
- Саймън
- Хелън Грейс
- Ричард Грейс
- Леля Лусинда
- Капитан Крис
- Артър Спайдъруик
- Малчо
- Хогскуил
- Грифин (грифон)
- животните на Саймън
- елфът с жезъла и зеленооката елфа
- подземниците
- Гоблини
- Тролове
- Пхук
- фалшивият Джерард
- Кралят на джуджетата
- Мулгарт и много други
- Никалъс (Ник) Варгас
- Лори Варгас (доведената сестра на Джулс и Ник)
- Джулиън (Джулс) Варгас
- Пол Варгас (баща им)
- Шарлийн Варгас (доведена майка)
- Синди (приятелката на Джулс)
- Холи Блек (авторка на книгата „Хрониките на Спайдъруик“)
- Тони ДиТерлизи (автор на книгата „Хрониките на Спайдъруик“)
- Джерард, Саймън и Мелъри Грейс
- Невиждащия Джак (сляп ловец на великани)
- Джак Младши (син на Невиждащия Джак)
- д-р Гънар
- Талоа
- Бодливко
- Насекомите предизвикващи пожар
- Морските сирени
- Великаните
- драконовата хидра

## Книги от поредицата „Хрониките на Спайдъруик“
1. Книга за духовете
2. Виждащият камък
3. Тайната на Лусинда
4. Желязното дърво
5. Яростта на Мулгарад

И други, защото английската серия е „раздробена“ на много повече от 5 книги, и други книги.

## Книги от поредицата „Хрониките на Спайдъруик: Продължението“
1. Песента на водния дух
2. Пробуждането на великаните
3. Драконовата хидра